# Olszówka (Biała)

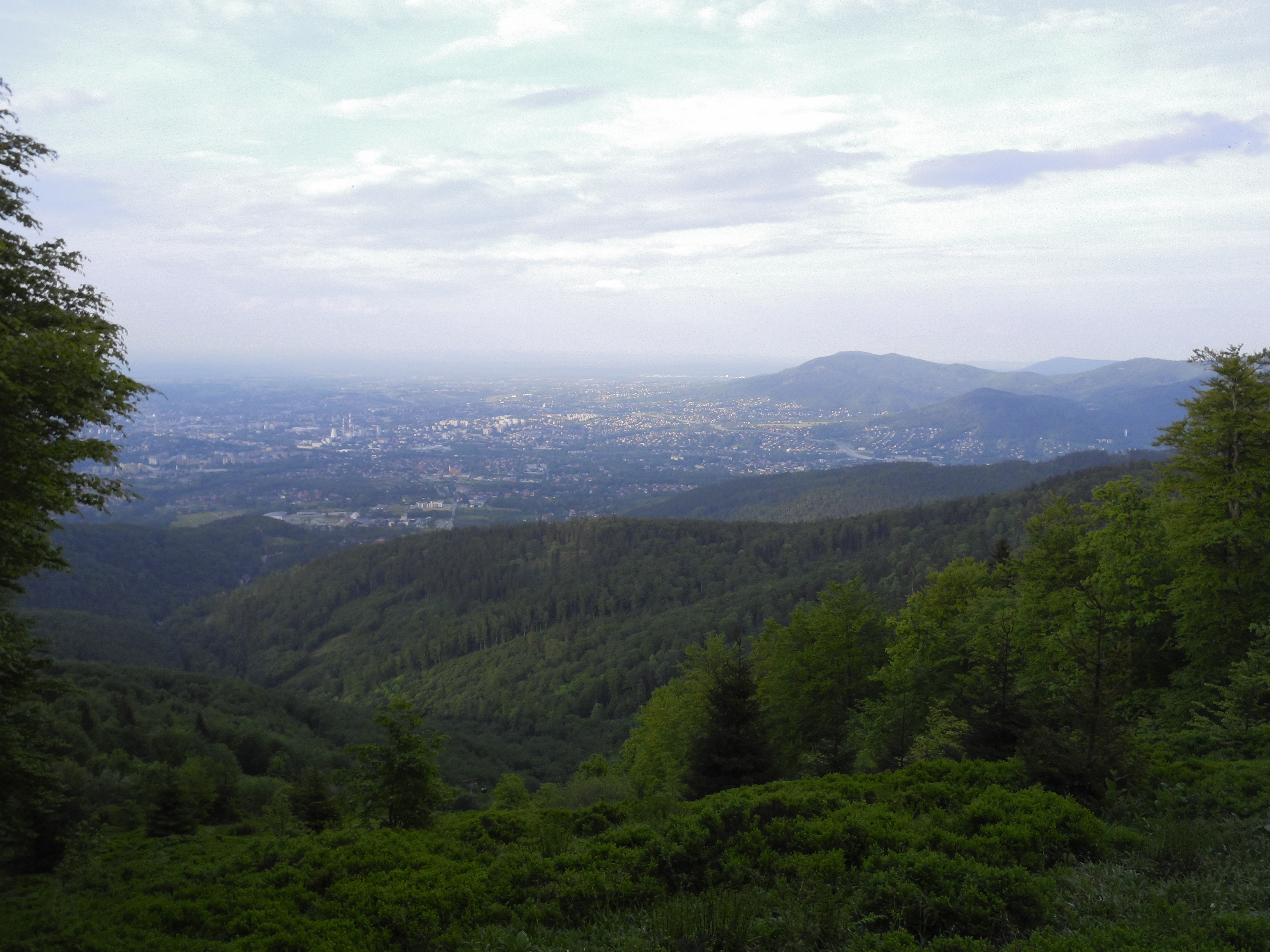
Olszówka Tal, Bielsko-Biała im Hintergrund

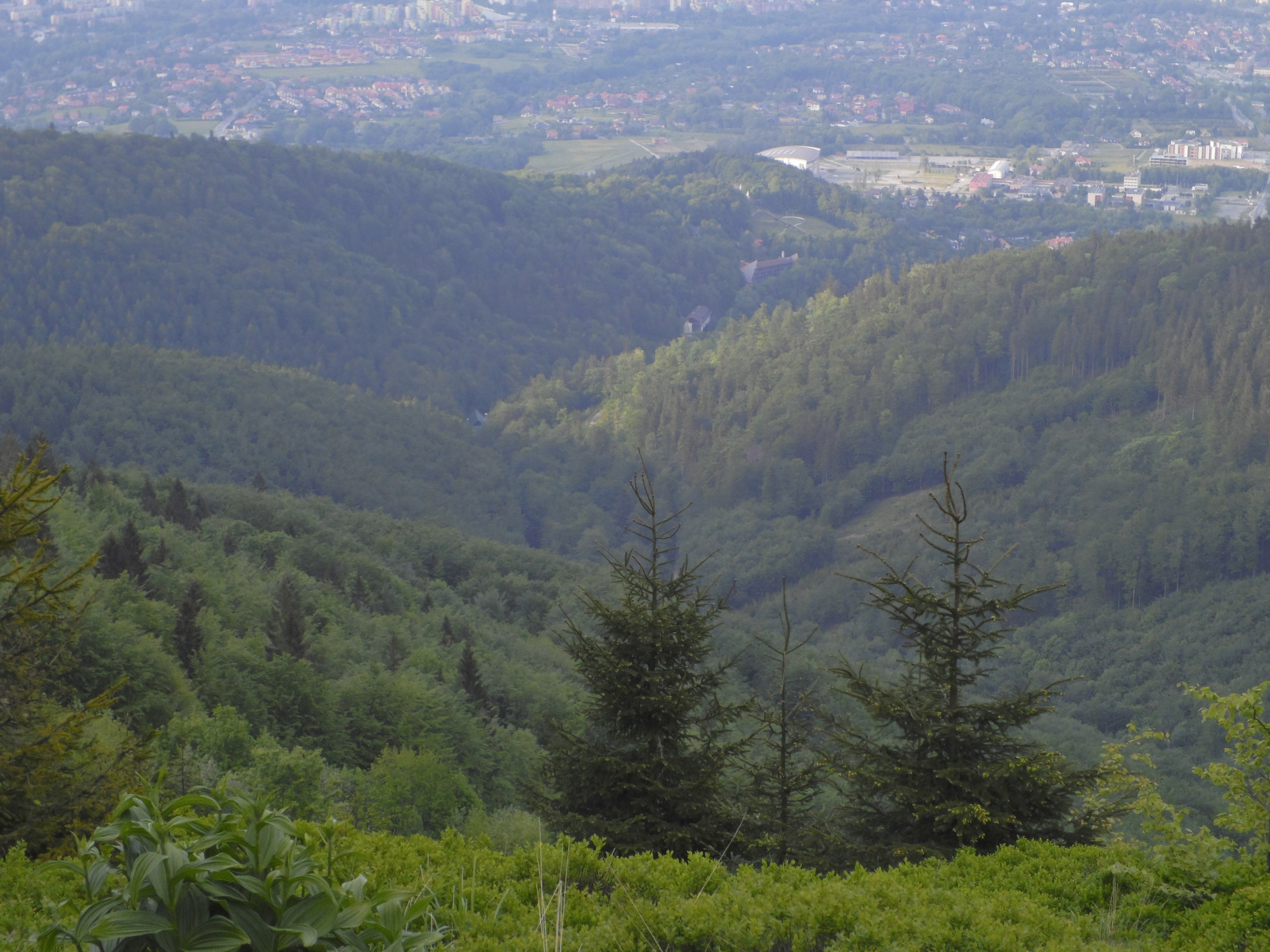
Olszówka Tal, Bielsko-Biała im Hintergrund

Die Olszówka ist ein linker Zufluss der Biała, eines Nebenflusses der Weichsel von 5,7 Kilometern Länge. Der Fluss entspringt an den Hängen des Kołowrót in den Schlesischen Beskiden in Bielsko-Biała und mündet in die Biała. Im Oberlauf hat er den Charakter eines Gebirgsflusses.

## Tourismus
Entlang des Flusses führt ein markierter Wanderweg vom Zigeunerwald auf die Szyndzielnia. An seinem Unterlauf befindet sich auch die untere Station der Gondelbahn Szyndzielnia.